# 高砂や
『高砂や』（たかさごや）は、古典落語の演目。上方落語・江戸落語の両方で演じられる。
婚礼の仲人になった八五郎が、知識のない祝儀の謡曲『高砂』を謡うことになって苦労する様子を描く。
原話として、初代露の五郎兵衛の軽口本『軽口あられ酒』第2巻（宝永2年・1705年）の「正月うたひそめの事」に、正月の謡い初めで『高砂』を知らずに謡う男を描いた内容がある（落ちはうろたえて「助け舟」と言う形）。

## あらすじ
何の因果か、物知らずな八五郎がひょんなことから仲人を仰せつかることになった。相手は伊勢屋という豪商。着ていく服もなく、困った八五郎、知り合いの隠居に羽織を借りに行った。
ついでに仲人の心得を教えてもらい、「ご祝儀に『高砂や』ぐらいはやらなくてはいけない」と言われる。
『謡』などに縁のない八五郎は頭を抱えるが、隠居に「ほんの頭だけうたえば、あとはご親類方がつけるから」と言われてしぶしぶ歌う事になる。節が似ていると言うので、豆腐屋の売り声を試し声とし、なんとか出だしだけはうたえるようになった。
さて本番。婚礼の披露宴なかばで「ここらでご祝儀をひとつ」。
頼まれた八五郎、いきなり「とーふー」と声の調子を試したあと、「高砂や この浦舟に 帆を上げて」をひとくさりやって、「あとはご親類方で」と逃げようとした。ところが「親類一同不調法で……仲人さんお先に」といわれ、思わず「高砂や この浦舟に帆を 下げて」と謡ってしまい、「下げちゃ、だめですよ」と突っ込まれる。
「高砂や この浦舟に 帆をまた上げて 高砂や この浦舟に……ウゥ……助け舟ェ！！」

## 落ちについて
「高砂や この浦舟に帆を 下げて〜」などとやっているうち、巡礼歌の節のようになり、しまいに一同揃って「婚礼にご容赦（＝「巡礼にご報謝」の地口）」と言って終わらせるやり方があったが、「巡礼にご報謝」（石川五右衛門を主役とした歌舞伎『楼門五三桐』二幕目の幕切れで、巡礼姿の真柴久吉が発する決め台詞）に今では馴染みが薄れていることから、武藤禎夫は「八公が泣き声まじりにくり返すあたりで止めることが多い」としている。
前記「あらすじ」の「助け舟」を叫ぶのが本来の落ちで、前出の通り、初代露の五郎兵衛の軽口話に見える形である。東大落語会編『落語事典 増補』では、「上方では『助け舟』でサゲており、東京でも古くはこうサゲた」とし、前田勇は「婚礼にご容赦」を東京での後の改作としている。

## バリエーション
東大落語会編『落語事典 増補』掲載のあらすじでは、清元に凝りすぎて勘当された伊勢屋の若旦那を、主人公（このあらすじでは「魚屋の民さん」）が自宅二階で面倒を見、その間に若旦那が向かいの大工の娘と恋仲になって勘当を解かれ、その結果仲人を頼まれるという設定になっている。